# Rustia dressleri
Rustia dressleri là một loài thực vật có hoa trong họ Thiến thảo. Loài này được Delprete miêu tả khoa học đầu tiên năm 1995.